# Arno Strobel

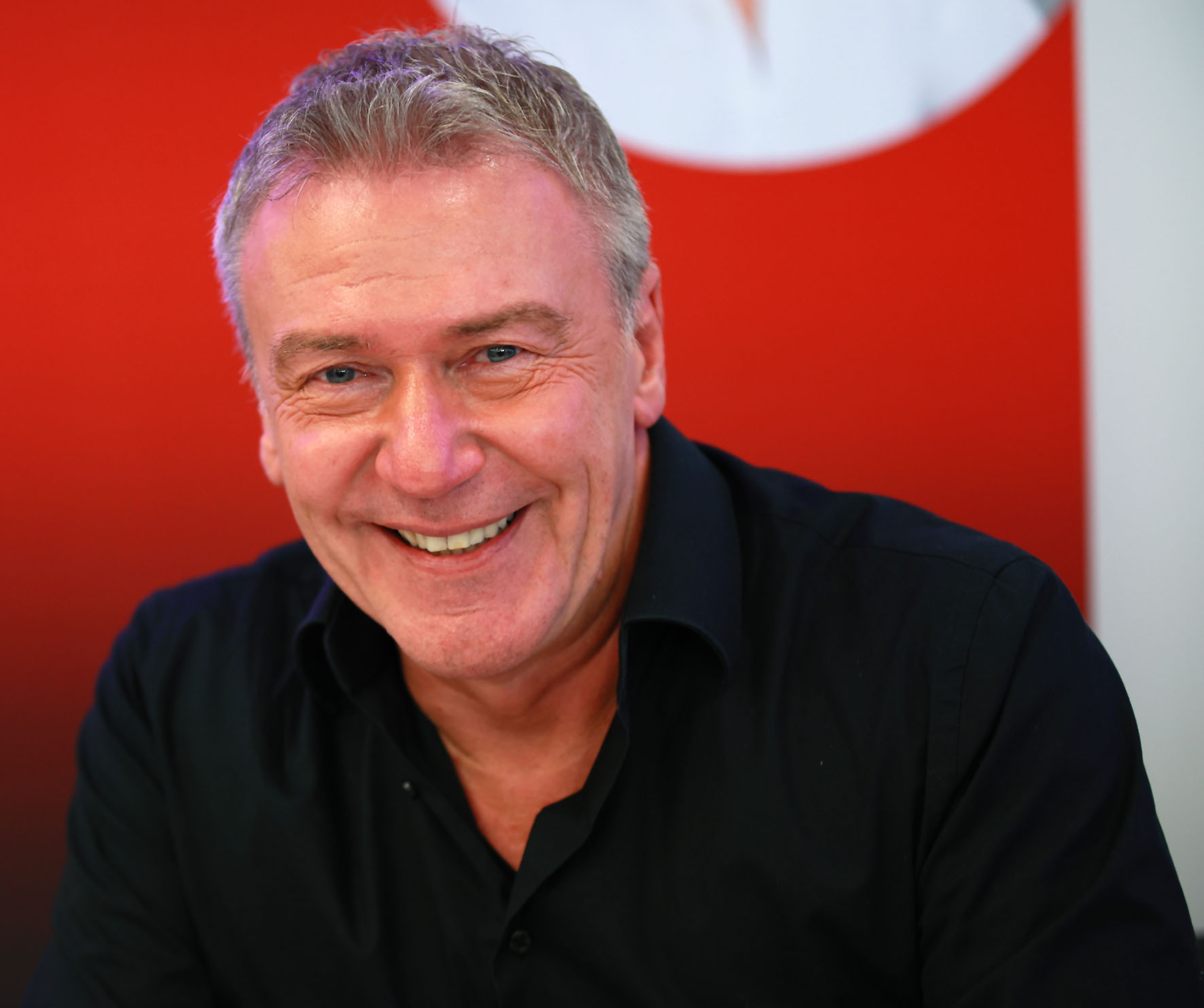
Arno Strobel auf der Frankfurter Buchmesse, 2022

Arno Strobel (* 18. August 1962 in Saarlouis) ist ein deutscher Schriftsteller.

## Leben
Arno Strobel studierte Versorgungstechnik und wechselte in den Bereich Informationstechnologie. Nach einigen Jahren Selbständigkeit als IT-Unternehmensberater ging er nach Luxemburg, wo er bis Anfang 2014 bei einer großen deutschen Bank mit der IT-Projektdurchführung betraut war, insbesondere im Bereich Internet und Intranet. Seit Februar 2014 ist er nur noch als freiberuflicher Autor tätig.
Mit dem Schreiben begann er erst im Alter von fast vierzig Jahren.
Nach ersten Schritten unter einem Pseudonym erschien Ende 2007 im Deutschen Taschenbuch Verlag „Magus – Die Bruderschaft“, ein Thriller über den Vatikan, für den er auch in Rom recherchiert hatte. Gleichzeitig erschien bei Eichborn das Hörbuch mit dem Schauspieler Heikko Deutschmann als Sprecher.
2010 wechselte er zum Fischer Taschenbuchverlag, wo mit Der Trakt sein erster Psychothriller erschien. Seither erreichten alle seine Bücher hohe Platzierungen in der Spiegel-Bestsellerliste. Mit Abgründig erschien im März 2014 sein erster Jugendthriller im Loewe Verlag.
2017 erschien die von Strobel verfasste Romanadaption der Thriller-Fernsehserie You Are Wanted.
Seit Mai 2020 sendet Arno Strobel gemeinsam mit Andreas Winkelmann den Podcast 2 Verbrecher.
Arno Strobel lebt heute in Tawern (Landkreis Trier-Saarburg).

## Psychothriller

### Einzelbände
- Der Trakt. Fischer-Taschenbuch-Verlag, Frankfurt am Main 2010, ISBN 978-3-596-18631-0.
  - als Hörbuch: Argon Verlag, Berlin 2010, Leserin: Tanja Geke, ISBN 978-3-8398-1018-7.
- Das Skript. Fischer-Taschenbuch-Verlag, Frankfurt am Main 2012, ISBN 978-3-596-19103-1.
  - als Hörbuch: Argon Verlag, Berlin 2012, Leser: Sascha Rotermund, ISBN 978-3-8398-1108-5.
- Das Rachespiel. Fischer-Taschenbuch-Verlag, Frankfurt am Main 2014, ISBN 978-3-596-19694-4.
  - als Hörbuch: Argon Verlag, Berlin 2014, Leser: Sascha Rotermund, ISBN 978-3-8398-1254-9.
- Das Dorf. Fischer-Taschenbuch-Verlag, Frankfurt am Main 2014, ISBN 978-3-596-19834-4.
  - als Hörbuch: Argon Verlag, Berlin 2014, Leser: Sascha Rotermund, ISBN 978-3-8398-1334-8.
- Die Flut. Fischer-Taschenbuch-Verlag, Frankfurt am Main 2016, ISBN 978-3-596-19835-1.
  - als Hörbuch: Argon Verlag, Berlin 2016, Leser: Sascha Rotermund, ISBN 978-3-8398-1443-7.
- Offline – Du wolltest nicht erreichbar sein, jetzt sitzt du in der Falle. Fischer-Taschenbuch-Verlag, Frankfurt am Main 2019, ISBN 978-3-596-70394-4.
  - als Hörbuch: Audio Media, München 2019, Leser: Herbert Schäfer, ISBN 978-3-96398-113-5.
- Die App – Sie kennen dich. Sie wissen, wo du wohnst. Fischer-Taschenbuch-Verlag, Frankfurt am Main 2020, ISBN 978-3-596-70355-5.
  - als Hörbuch: Argon Verlag, Berlin 2020, Leser: Sascha Rotermund, ISBN 978-3-8398-1809-1.
- Sharing – Willst du wirklich alles teilen? Fischer-Taschenbuch-Verlag, Frankfurt am Main 2021, ISBN 978-3-596-70053-0.
  - als Hörbuch: Argon Verlag, Berlin 2021, Leser: Sascha Rotermund, ISBN 978-3-8398-1900-5.
- Fake/Fakt – Wer soll dir jetzt noch glauben? Fischer-Taschenbuch-Verlag, Frankfurt am Main 2022, ISBN 978-3-596-70666-2.
  - als Hörbuch: Argon Verlag, Berlin 2022, Leser: Sascha Rotermund, ISBN 978-3-8398-2011-7.
- Der Trip – Du hast dich frei gefühlt. Bis er dich fand. Fischer-Taschenbuch-Verlag, Frankfurt am Main 2023, ISBN 978-3-596-70802-4.
  - als Hörbuch: Argon Verlag, Berlin 2023, Leser: Sascha Rotermund, ISBN 978-3-8398-2071-1.
- Stalker – Er will dein Leben. Fischer-Taschenbuch-Verlag, Frankfurt am Main 2024, ISBN 978-3-596-70923-6.
  - als Hörbuch: Argon Verlag, Berlin 2024, Leser: Sascha Rotermund, ISBN 978-3-8398-2126-8.

### Bernd Menkhoff-Reihe
- Das Wesen. Fischer-Taschenbuch-Verlag, Frankfurt am Main 2010, ISBN 978-3-596-18632-7.
  - als Hörbuch: Argon Verlag, Berlin 2010, Leser: Sascha Rotermund, ISBN 978-3-8398-1085-9.
- Der Sarg. Fischer-Taschenbuch-Verlag, Frankfurt am Main 2013, ISBN 978-3-596-19102-4.
  - als Hörbuch: Argon Verlag, Berlin 2013, Leserin: Nicole Engeln, ISBN 978-3-8398-1178-8.

## Thriller

### Einzelbände
- You are Wanted. Edition M 2017, ISBN 978-1-4778-2416-0.

### Vatikan-Reihe
1. Magus – Die Bruderschaft. dtv, München 2007, ISBN 978-3-423-21035-5.
  - als Hörbuch: Eichborn.LIDO, Köln 2007, Leser: Heikko Deutschmann, ISBN 978-3-8218-5458-8.
2. Castello Cristo – Die Verschwörung. dtv, München 2009, ISBN 978-3-423-21136-9.
  - als Hörbuch: RADIOROPA Hörbuch, Daun 2009, Leser: Bernd Hölscher, ISBN 978-3-8368-0525-4.

### Max-Bischoff-Reihen

#### Im Kopf des Mörders-Trilogie
1. Im Kopf des Mörders – Tiefe Narbe. Fischer-Taschenbuch-Verlag, Frankfurt am Main 2017, ISBN 978-3-596-29616-3.
  - als Hörbuch: Audio Media, München 2017, Leser: Götz Otto, ISBN 978-3-95639-146-0.
2. Im Kopf des Mörders – Kalte Angst. Fischer-Taschenbuch-Verlag, Frankfurt am Main 2018, ISBN 978-3-596-29617-0.
  - als Hörbuch: Audio Media, München 2018, Leser: Götz Otto, ISBN 978-3-95973-181-1.
3. Im Kopf des Mörders – Toter Schrei. Fischer-Taschenbuch-Verlag, Frankfurt am Main 2019, ISBN 978-3-596-70206-0.
  - als Hörbuch: Audio Media, München 2019, Leser: Götz Otto, ISBN 978-3-96398-001-5.

#### Mörderfinder-Reihe
1. Mörderfinder – Die Spur der Mädchen. Fischer-Taschenbuch-Verlag, Frankfurt am Main 2021, ISBN 978-3-596-70051-6.
  - als Hörbuch: Argon Verlag, Berlin 2021, Leser: Dietmar Wunder, ISBN 978-3-8398-1888-6.
2. Mörderfinder – Die Macht des Täters. Fischer-Taschenbuch-Verlag, Frankfurt am Main 2022, ISBN 978-3-596-70668-6.
  - als Hörbuch: Argon Verlag, Berlin 2022, Leser: Dietmar Wunder, ISBN 978-3-8398-1953-1.
3. Mörderfinder – Mit den Augen des Opfers. Fischer-Taschenbuch-Verlag, Frankfurt am Main 2023, ISBN 978-3-596-70800-0.
  - als Hörbuch: Argon Verlag, Berlin 2023, Leser: Dietmar Wunder, ISBN 978-3-8398-2052-0.
4. Mörderfinder – Stimme der Angst. Fischer-Taschenbuch-Verlag, Frankfurt am Main 2024, ISBN 978-3-596-70921-2.
  - als Hörbuch: Argon Verlag, Berlin 2024, Leser: Dietmar Wunder, ISBN 978-3-8398-2098-8.
5. Mörderfinder – Das Muster des Bösen. Fischer-Taschenbuch-Verlag, Frankfurt am Main 2025, ISBN 978-3-596-71148-2.
  - als Hörbuch: Argon Verlag, Berlin 2025, Leser: Dietmar Wunder, ISBN 978-3-8398-2155-8.

### Gemeinsam mitUrsula Poznanski
- Fremd. Wunderlich, Reinbek 2015, ISBN 978-3-8052-5084-9.
  - als Hörbuch: Argon, Berlin 2016, Leser: Christiane Marx und Sascha Rotermund, ISBN 978-3-8398-9304-3.

#### Buchholz & Salomon-Reihe
1. Anonym. Wunderlich, Reinbek 2016, ISBN 978-3-8052-5085-6.
  - als Hörbuch: Argon, Berlin 2018, Leser: Christiane Marx und Sascha Rotermund sowie als Gast Richard Barenberg, ISBN 978-3-8398-9369-2.
2. Invisible. Wunderlich, Reinbek 2018, ISBN 978-3-8052-0015-8.
  - als Hörbuch: Argon, Berlin 2018, Leser: Christiane Marx und Sascha Rotermund sowie als Gast Richard Barenberg, ISBN 978-3-8398-1617-2.

### Gemeinsam mitIngo Bott
- Gegenspieler – Bischoff und Pirlo Ermitteln. Fischer-Taschenbuch-Verlag, Frankfurt am Main 2024, ISBN 978-3-596-71048-5.
  - als Hörbuch: Argon, Berlin 2024, Leser: Sascha Rotermund und Dietmar Wunder, ISBN 978-3-7324-7711-1.

## Jugendbücher

### Einzelbände
- Abgründig. Loewe Verlag, Bindlach 2014, ISBN 978-3-7855-7864-3.
- Schlusstakt. Loewe Verlag, Bindlach 2015, ISBN 978-3-7855-7865-0.

### SPY-Reihe
1. SPY – Highspeed London. Loewe Verlag, Bindlach 2019, ISBN 978-3-7855-8841-3.
2. SPY – Hotspot Kinshasa. Loewe Verlag, Bindlach 2019, ISBN 978-3-7855-8221-3.
3. mit Nina Scheweling: SPY – Operation Himalaya. Loewe Verlag, Bindlach 2020, ISBN 978-3-7432-0710-3.
4. mit Nina Scheweling: SPY – L.A. Action. Loewe Verlag, Bindlach 2021, ISBN 978-3-7432-0971-8.
5. mit Nina Scheweling: SPY – Das Lissabon-Experiment. Loewe Verlag, Bindlach 2021, ISBN 978-3-7432-1131-5.

## Kurzgeschichten
- Die Gefährlichkeit der Dinge. Kurze Geschichten. Fischer-Taschenbuch-Verlag, Frankfurt am Main 2018, ISBN 978-3-596-52222-4.